# Богданенко, Григорий Иванович
Григорий Иванович Богданенко (1922—1974) — гвардии старшина Рабоче-крестьянской Красной армии, участник Великой Отечественной войны, Герой Советского Союза (1944).

## Биография
Григорий Богданенко родился в 1922 году в селе Крехаев (ныне — Козелецкий район Черниговской области Украины) в крестьянской семье. Получил начальное образование. В июне 1941 года был призван на службу в Рабоче-крестьянскую Красную Армию. С февраля 1942 года — на фронтах Великой Отечественной войны. Участвовал в боях на Сталинградском и 1-м Украинском фронтах. В 1943 году вступил в ВКП(б).
Участвовал в Сталинградской битве. К весне 1944 года гвардии старшина Григорий Богданенко был механиком-водителем танка 45-й гвардейской танковой бригады 11-го гвардейского танкового корпуса 1-й танковой армии 1-го Украинского фронта. Отличился во время форсирования рек Днестр и Прут. Танк Богданенко первым из своего подразделения оказался у моста через Днестр, охраняемого тремя орудиями, пятью миномётами и двумя БТР. Богданенко уничтожил метким огнём орудия и БТР, подавил миномёты и прошёл по мосту. На другом берегу реки Богданенко встретил 3 немецких танка и БТР, сопровождаемые пехотой. Вступив с ними в бой, Богданенко вновь вышел победителем. Во время форсирования Прута первым к месту переправы вновь подошёл танк Богданенко. Он уничтожил охранение моста, переправился на другой берег реки и прикрывал советские подразделения, которые вели бой за захват плацдарма. Используя этот плацдарм, 29 марта 1944 года советские войска освободили Черновцы. Во время боёв на подступах к городу Богданенко уничтожил ещё 1 танк, 6 миномётов, 3 пулемёта.
Указом Президиума Верховного Совета СССР от 26 апреля 1944 года за «мужество и героизм, проявленные при форсировании рек Днестр и Прут» гвардии старшина Григорий Богданенко был удостоен высокого звания Героя Советского Союза с вручением ордена Ленина и медали «Золотая Звезда» за номером 2398.
После окончания войны Богданенко был демобилизован. Проживал в Киеве, работал на Дарницком авторемонтном заводе. Умер 8 июля 1974 года.

## Награды и звания
- Герой Советского Союза (26 апреля 1944)
- Орден Ленина (26 апреля 1944)
- Орден Красной Звезды (30 января 1944[2])
- Орден Славы III степени (1945)
- медали, в том числе:
  - Медаль «За отвагу» (2 января 1944[3])